# ویژوال استودیو کد
ویژوال استودیو کد (به انگلیسی: Visual Studio Code) یا به اختصار وی‌اس‌کد(VS code)، یک ویرایشگر کد منبع برای گنو/لینوکس، او اس ده و ویندوز می‌باشد که به صورت درونی از تکمیل کد هوشمند (انگلیسی: intelligent code completion)، برجسته سازی نحو (انگلیسی: syntax highlighting)، بازسازی کد (انگلیسی: code refactoring bugging)، embedded Git control و تکه-کدها (انگلیسی: snippets) پشتیبانی می‌کند. ویژوال استادیو کد با سی پلاس‌پلاس، نود.جی‌اس، فریم ورک الکترون (چارچوب نرم‌افزاری) و دیگر تکنولوژی‌های توسعه وب و بر اساس ویرایشگر کد تحت وب موناکو نوشته شده‌است. حجم کمتر، برخورداری از یک مخزن بزرگ از افزونه‌ها آن را رقیب جدی برای دیگر ویرایشگرها قرار داده است. این نرم‌افزار توسط مایکروسافت توسعه داده شده و هم‌اکنون به‌طور رایگان در دسترس است..
باید توجه کرد در حالی که این برنامه بر مبنای کد منبعی آزاد با پروانهٔ ام‌آی‌تی ساخته شده، خودش آزاد نیست و به صورت نرم‌افزار مالکیتی در اختیار عمومی قرار گرفته است. با این حال تلاش‌های مستقلی از سمت اجتماع کاربری نرم‌افزار آزاد برای توزیع نرم‌افزارهای آزاد برمبنای کد منبع استفاده شده در ویژوال استودیو کد وجود دارد.
در نظرسنجی سال ۲۰۱۸ وب سایت استک اورفلو ، ویژوال استودیو کد به عنوان محبوب‌ترین ابزار توسعه با رای ۳۴.۹ درصد از ۷۵،۳۹۸ رای انتخاب شد.

## تاریخچه

نماد ویژوال استودیو کد (نسخه 1.17)

ویژوال استادیو کد در تاریخ ۲۹ آوریل سال ۲۰۱۵ توسط مایکروسافت در کنفرانس بیلد معرفی شد. و پس از مدت کوتاهی یک نسخه پیش نمایش از آن معرفی شد. در ۱۸ نوامبر همان سال ویژوال استادیو کد تحت پروانه ام‌آی‌تی و در سایت گیت‌هاب منتشر شد.

## خصوصیات نرم‌افزار
| ویژگی                                                 | زبان ها |
| ----------------------------------------------------- | --- |
| برجسته سازی نحو (انگلیسی: Syntax highlighting)        | سی، سی شارپ، سی پلاس‌پلاس، سی اس اس، کلوژر، کافی‌اسکریپت، داکر، اف شارپ، گرووی، گو، اچ تی ام‌ال، جی سان، جاوا، جاواسکریپت، لس، لوآ، مارک داون، ابجکتیو سی، پی اچ پی، پرل، پاورشل، پایتون، آر، روبی، اس کیو ال، راست، شل اسکریپت (بش)، سوییفت، تایپ اسکریپت، ویژوال بیسیک، اکس ام‌ال، اکس کوئری، اکس اس ال، یمل |
| مدیریت تکه-کد (انگلیسی: Snippets)                     | گرووی، مارک داون، نیم، پی اچ پی، سوییفت |
| تکمیل کد هوشمند (انگلیسی:Intelligent Code Completion) | سی اس اس، اچ تی ام‌ال، جاواسکریپت، جی سان، لس، ساس، تایپ اسکریپت |
| بازسازی کد (انگلیسی: Code Refactoring)                | سی شارپ، تایپ اسکریپت |
| اشکال زدایی کد (انگلیسی: Code Debuging)               | - جاوا اسکریپت و تایپ اسکریپت برای پروژه‌های نود جی اس - سی شارپ و اف شارپ برای پروژه‌های مونو روی گنو/لینوکس و مک او اس - سی و سی پلاس پلاس روی ویندوز، گنو/لینوکس و مک او اس - پایتون به وسیلهٔ نصب افزونه پایتون - پی اچ پی به وسیلهٔ اکس دیباگ و نصب افزونه پی اچ پی                                       |